# Tarek Heggy
Tarek Heggy (in arabo طارق حجى; Porto Said, 12 ottobre 1950) è un intellettuale liberale egiziano, stratega internazionale del petrolio.
I suoi scritti difendono i valori della modernità, della democrazia, della tolleranza e dei diritti delle donne in Medio Oriente come valori universali. 
Ha insegnato presso numerose università in diverse parti del mondo e grazie alla sua conoscenza del Medio Oriente è stato chiamato a parlare in diverse istituzioni e gruppi di riflessione.